# 奉明県
奉明県（ほうめい-けん）は、紀元前65年から紀元1世紀初めまで、中国の前漢の時代に置かれた県の一つである。京兆尹に属した。現在の陝西省西安市にあった。

## 歴史
征和2年（前91年）に前漢の武帝の皇太子劉拠が謀反して殺されたとき、太子の子劉進（史皇孫）も妻の王夫人とともに殺された。劉進と王夫人の墓は、広明苑の塁壁の北に作られた。後に劉進の子が皇帝（宣帝）になり、本始元年（前73年）7月に太子らの処遇を改めるよう詔した。そこで、父母の墓を改葬し、所在地である広明成郷を悼園とし、奉邑300家を置いた。8年後の元康元年（紀元前65年）5月、悼園に廟を建て、1600戸をもって奉明県を設置することにした。
平帝の元始年間（西暦1年-5年）に、当時大司馬の王莽が奉明園の廃止を奏上して裁可された。当然、県も廃止されたと考えられる。